# EuroWordNet
EuroWordNet es una base de datos multilingüe con WordNets para varios idiomas europeos (holandés, italiano, español, alemán, francés, checo y estonio). Cada idioma diseña su propia WordNet estructurándola de la misma forma que el WordNet de Princeton en lo que se refiere a synsets (conjuntos de términos sinónimos) con relaciones semánticas básicas entre ellos. Cada WordNet representa un sistema único de lexicalización propio de cada idioma. Además, los WordNets están conectados con el Índice Inter-Lingual (ILI). Gracias a estas conexiones se puede, a partir de una palabra, consultar palabras similares en cualquier otro idioma. Además este índice proporciona acceso a una ontología compartida compuesta por 63 distinciones semánticas. Esta ontología proporciona una categorización común para todos los idiomas, mientras que las distinciones específicas de cada idioma quedan en cada WordNet.
A diferencia del WordNet original de Princeton, la mayoría de los otros WordNets no están disponibles de manera gratuita.

## Historia
El proyecto EuroWordNet (proyecto europeo LE#4003) surgió en 1994 como una iniciativa para cubrir una serie de necesidades de los usuarios para acceder a la información (sociedad de la información) en Europa.
El primer consorcio del proyecto (LE2-4003) trabajó sobre los WordNets para el holandés, italiano y español, mientras que el Wordnet inglés fue adaptado con relaciones que no habían sido incluidas en el Princeton WordNet 1.5. Posteriormente, el proyecto se extendió (LE4-8328) para incluir el francés, alemán, checo y estonio.
El proyecto EuroWordNet se completó en el verano de 1999. El diseño de la base de datos, las relaciones definidas, la ontología y el índice Inter-Lingua están paralizados. A pesar de ello, otras instituciones y grupos de investigación están desarrollando WordNets en otros idiomas (europeos y no europeos) usando la especificación de EuroWordNet. Si estos WordNets son compatibles con la especificación, podrían ser añadidos a la base de datos y, mediante el Índice, conectarse a otros WordNets.